# HD70464
HD70464 — хімічно пекулярна зоря спектрального класу B9, що має видиму зоряну величину в смузі V приблизно  8,3.
Вона  розташована на відстані близько 1772,6 світлових років від Сонця.

## Пекулярний хімічний склад
Зоряна атмосфера HD70464 має підвищений вміст 
Si
.